# Publicacions Matemàtiques
Publicacions Matemàtiques is een internationaal, aan collegiale toetsing onderworpen wetenschappelijk tijdschrift op het gebied van de wiskunde.
De naam wordt in literatuurverwijzingen meestal afgekort tot Publ. Mat.
Het tijdschrift is opgericht in 1976. Tot 1988 verscheen het onder de naam Publicacions de la Secció de Matemàtiques (ISSN 0210-2978).
Het wordt uitgegeven door de Universitat Autònoma de Barcelona en verschijnt 2 keer per jaar.